# Квантова ефективність

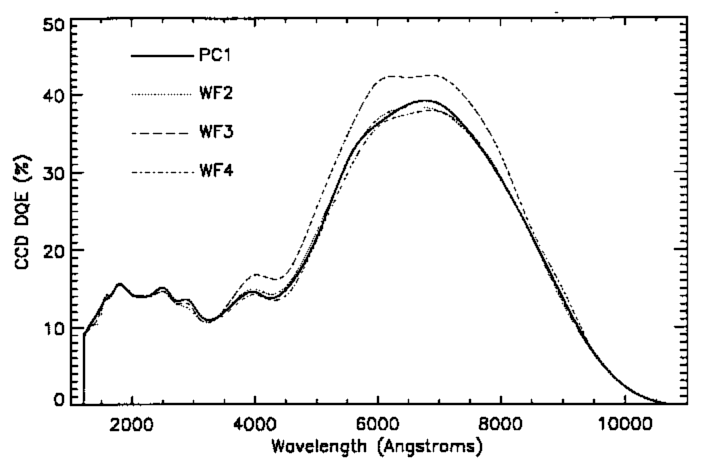
Графік залежності квантової ефективності від довжини хвилі ПЗЗ-матриць, встановлених на одній з камер телескопа Хаббл.

Квантова ефективність — фізична величина, що характеризує фоточутливі прилади та матеріали (фотоплівка, ПЗЗ-матриця, однофотонний детектор і ін.), і дорівнює відношенню числа фотонів, поглинання яких фоточутливим зразком викликало утворення квазічастинок, до загальної кількості поглинутих фотонів. Зазвичай виражається у відсотках. Це кількісна міра світлової чутливості. Оскільки енергія фотонів залежить від довжини хвилі, квантову ефективність також вимірюють для різних діапазонів довжин хвиль. Квантова ефективність фотоплівки становить для видимого світла близько 10 %, в той час як у ПЗЗ-матриць вона може досягати 90 % для деяких довжин хвиль.
Квантова ефективність є основною характеристикою детекторів фотонів. Підвищення квантової ефективності є пріоритетним завданням. Від того, наскільки високими будуть характеристики детекторів фотонів, зокрема однофотонних детекторів, залежить розвиток таких наукових напрямків як квантова криптографія, оптична когерентна  томографія, метрологія тощо.